# Saint-Saturnin (Cantal)
 Saint-Saturnin  es una población y comuna francesa, situada en la región de Auvernia, departamento de Cantal, en el distrito de Saint-Flour y cantón de Allanche.

## Demografía
| 706 | 621 | 557 | 427 | 320 | 248 |
| Para los censos de 1962 a 1999 la población legal corresponde a la población sin duplicidades (Fuente: INSEE [Consultar]) |     |     |     |     |     |